# Гімн Молдавської РСР
«Гімн Молдавської РСР» (рум. Имнул де Стат ал РСС Молдовенешть) (1945-1991) — композиція «Молдова Советіке» («Радянська Молдавія»). Автори слів — Є. Н. Буков та Іван Бодар. Автори музики — С. Т. Няга і Е. Лазарєв (реновація 1980 року).

## Офіційний текст
Молдова Советикэ, плаюл ностру'н флоаре

Алэтурь де алте републичь сурорь.

Пэшеште ымпреунэ ку Русия маре

Спре ал Униуний сенин виитор.

Дойна ынфрэцирий прослэвеште Цара,

Ку ынцелепчуне кондусэ де Партид.

Кауза луй Ленин — каузэ мэряцэ — О ынфэптуеште попорул стрынс унит.

Славэ ын вякурь, ренэскут пэмынт!

Мунка сэ-ць фие креатор авынт!

Ши комунизмул — цел нестрэмутат — Ыналцэ-л прин фапте пентру феричиря та!

## Текст на латиниці
Moldova Sovietică, plaiul nostru'n floare

Alături de alte republici surori.

Păşeşte împreună cu Rusia mare

Spre al Uniunii senin viitor.

Doina înfrăţirii proslăveşte Ţara,

Cu înţelepciune condusă de Partid.

Cauza lui Lenin — cauză măreaţă - O înfăptuieşte poporul strîns unit.

Slavă în veacuri, renăscut pămînt!

Munca să-ţ 'fie creator avînt!

Şi comunismul — ţel nestrămutat - Înalţă-l prin fapte pentru fericirea ta!

## Переклад на українську мову
Радянська Молдова, наша квітуча земля,

Поряд з іншими братніми республіками

Йде разом з великою Росією

До безтурботного майбутнього Союзу.

Пісня братерства славить країну,

Мудро очолювану Партією.

Справа Леніна — велика справа — Міцно єднає народи.

Тріумфуй же століттями, відроджена земле!

Твоя робота — порив творця!

І комунізм — наполеглива мета — Звеличує твою працю тобі на щастя!